# João Carrascalão

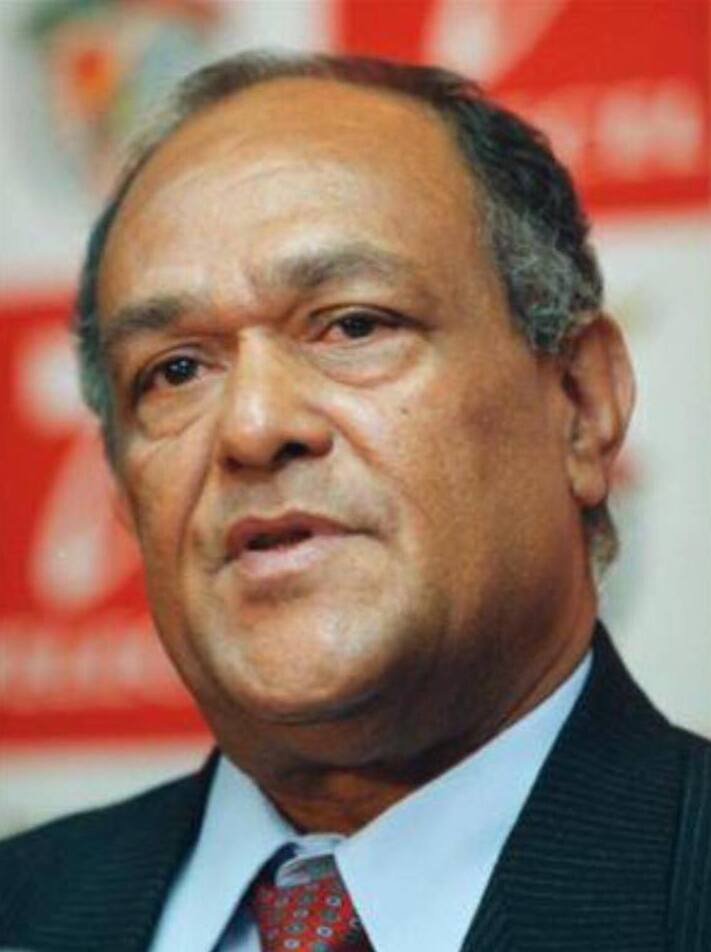
João Viegas Carrascalão

João Viegas Carrascalão (Liquiçá, 11 de agosto de 1945 - Díli, 18 de fevereiro de 2012) foi um político timorense.

## Biografia
Estudou Topografia e Agrimensura em Luanda e especializou-se em Cartografia na Suíça.
Segundo Maria Ângela Carrascalão, irmã de João, Carrascalão "fundou o Movimento Revolucionário de libertação de Timor (Morelti), em 1967, isto é, três anos antes de grupo informal que iria dar origem à ASDT/Fretilin". A mesma autora defende que este grupo contava com a militância de Xanana Gusmão, José Ramos-Horta, Armindo Pedruco e Natalino Leitão e era um 'fórum de eleição dos jovens timorenses desencantados com a condição' da colónia".
Foi presidente da União Democrática Timorense (UDT), de que foi um dos fundadores. Dirigiu o golpe de 11 de agosto de 1975 de que resultou a guerra civil e a saída do governador Mário Lemos Pires e do contingente português para a ilha de Ataúro.
Exilou-se durante a ocupação indonésia, que combateu, tendo feito base na Austrália. Integrou os órgãos dirigentes do CNRT, desde 1993.
No I Governo Transitório, liderado pelas Nações Unidas, foi Ministro das Infra-estruturas, de 2000 a 2001.
Foi um dos candidatos às Eleições Presidenciais em Timor-Leste em abril de 2007, tendo ficado em último, com menos de 2% dos votos.
Era irmão de Mário Viegas Carrascalão, que foi governador de Timor, entre 18 de outubro de 1983 e até 18 de outubro de 1992, ou seja, durante o período de ocupação indonésia.
Foi embaixador de Timor-Leste em Seul, na Coreia do Sul, entre 2009 a 2012.
Morreu no dia 18 de fevereiro de 2012, em Díli, após ter passado problemas cardíacos, diabetes e do rins, que sofria há bastante tempo. O seu óbito foi declarado peloo Hospital Nacional Guido Valadares.